# Campeonato da Europa de Atletismo de 1990
Os 15.ºs Campeonatos Europeus de Atletismo tiveram lugar no Estádio Poljud de Split, na então Jugoslávia, entre 26 de agosto e 2 de setembro de 1990.
Foi a última grande competição de atletismo em que Alemanha Ocidental e Alemanha Oriental participaram separadamente. Também se tratou da última aparição da Tchecoslováquia e da Jugoslávia antes das respetivas dissoluções.
O grande resultado verificado nesta edição dos Campeonatos, foi o recorde mundial estabelecido pelo quarteto francês da estafeta 4 x 400 metros que, ao realizar o tempo de 37.79 s, quebrou a longa hegemonia das equipes norte-americanas. 
No que respeita à participação portuguesa, salienta-se o feito de Rosa Mota que obteve a terceira medalha de ouro consecutiva na prova da maratona feminina. Mário Silva arrecadou a medalha de bronze nos 1500 metros, que repetiria, meses depois, na mesma distância, nos Campeonatos Europeus em Pista Coberta de 1991 disputados em Glasgow. Para além destas duas medalhas, destacam-se o 4.º lugar de Dionísio Castro nos 5000 metros, o 7.º lugar de Ezequiel Canário nos 10000 metros, o 8.º lugar de Manuel Matias na maratona masculina e o 7.º lugar da equipe masculina que correu a final da estafeta 4 x 100 metros.

## Medalhistas

### Masculino
| Evento                | Ouro                                                                                | Prata                                                                              | Bronze                                                                             |
| --------------------- | ----------------------------------------------------------------------------------- | ---------------------------------------------------------------------------------- | ---------------------------------------------------------------------------------- |
| 100 metros            | Linford Christie · Reino Unido                                                      | Daniel Sangouma · França                                                           | John Regis · Reino Unido                                                           |
| 200 metros            | John Regis · Reino Unido                                                            | Jean-Charles Trouabal · França                                                     | Linford Christie · Reino Unido                                                     |
| 400 metros            | Roger Black · Reino Unido                                                           | Thomas Schönlebe · Alemanha Oriental                                               | Jens Carlowitz · Alemanha Oriental                                                 |
| 800 metros            | Tom McKean · Reino Unido                                                            | David Sharpe · Reino Unido                                                         | Piotr Piekarski · Polónia                                                          |
| 1500 metros           | Jens-Peter Herold · Alemanha Oriental                                               | Gennaro Di Napoli · Itália                                                         | Mário Silva · Portugal                                                             |
| 5000 metros           | Salvatore Antibo · Itália                                                           | Gary Staines · Reino Unido                                                         | Sławomir Majusiak · Polónia                                                        |
| 10000 metros          | Salvatore Antibo · Itália                                                           | Are Nakkim · Noruega                                                               | Stefano Mei · Itália                                                               |
| Maratona              | Gelindo Bordin · Itália                                                             | Pier Giovanni Poli · Itália                                                        | Dominique Chauvelier · França                                                      |
| 110 m barreiras       | Colin Jackson · Reino Unido                                                         | Tony Jarrett · Reino Unido                                                         | Dietmar Koszewski · Alemanha Ocidental                                             |
| 400 m barreiras       | Kriss Akabusi · Reino Unido                                                         | Sven Nylander · Suécia                                                             | Niklas Wallenlind · Suécia                                                         |
| 3000 m obstáculos     | Francesco Panetta · Itália                                                          | Mark Rowland · Reino Unido                                                         | Alessandro Lambruschini · Itália                                                   |
| Estafeta 4x100m       | Max Morinière · Daniel Sangouma · Jean-Charles Trouabal · Bruno Marie-Rose · França | Darren Braithwaite · John Regis · Marcus Adam · Linford Christie · Reino Unido     | Mario Longo · Ezio Madonia · Sandro Floris · Stefano Tilli · Itália                |
| Estafeta 4x400m       | Paul Sanders · Kriss Akabusi · John Regis · Roger Black · Reino Unido               | Klaus Just · Edgar Itt · Carsten Köhrbrück · Norbert Dobeleit · Alemanha Ocidental | Rico Lieder · Karsten Just · Thomas Schönlebe · Jens Carlowitz · Alemanha Oriental |
| 20 km marcha          | Pavol Blažek · Tchecoslováquia                                                      | Daniel Plaza · Espanha                                                             | Thierry Toutain · França                                                           |
| 50 km marcha          | Andrey Perlov · União Soviética                                                     | Bernd Gummelt · Alemanha Oriental                                                  | Hartwig Gauder · Alemanha Oriental                                                 |
| Salto em altura       | Dragutin Topić · Iugoslávia                                                         | Aleksey Yemelin · União Soviética                                                  | Georgi Dakov · Bulgária                                                            |
| Salto com vara        | Radion Gataullin · União Soviética                                                  | Grigoriy Yegorov · União Soviética                                                 | Hermann Fehringer · Áustria                                                        |
| Salto em comprimento  | Dietmar Haaf · Alemanha Ocidental                                                   | Ángel Hernández · Espanha                                                          | Borut Bilač · Iugoslávia                                                           |
| Triplo salto          | Leonid Voloshin · União Soviética                                                   | Hristo Markov · Bulgária                                                           | Igor Lapshin · União Soviética                                                     |
| Arremesso do peso     | Ulf Timmermann · Alemanha Oriental                                                  | Oliver-Sven Buder · Alemanha Oriental                                              | Georg Andersen · Noruega                                                           |
| Lançamento do disco   | Jürgen Schult · Alemanha Oriental                                                   | Erik de Bruin · Países Baixos                                                      | Wolfgang Schmidt · Alemanha Ocidental                                              |
| Lançamento do dardo   | Steve Backley · Reino Unido                                                         | Viktor Zaitsev · União Soviética                                                   | Patrik Bodén · Suécia                                                              |
| Lançamento do martelo | Igor Astapkovich · União Soviética                                                  | Tibor Gécsek · Hungria                                                             | Igor Nikulin · União Soviética                                                     |
| Decatlo               | Christian Plaziat · França                                                          | Dezső Szabó · Hungria                                                              | Christian Schenk · Alemanha Oriental                                               |

### Feminino
| Evento               | Ouro                                                                                          | Prata                                                                                              | Bronze                                                                                 |
| -------------------- | --------------------------------------------------------------------------------------------- | -------------------------------------------------------------------------------------------------- | -------------------------------------------------------------------------------------- |
| 100 metros           | Katrin Krabbe · Alemanha Oriental                                                             | Silke Gladisch-Möller · Alemanha Oriental                                                          | Kerstin Behrendt · Alemanha Oriental                                                   |
| 200 metros           | Katrin Krabbe · Alemanha Oriental                                                             | Heike Drechsler · Alemanha Oriental                                                                | Galina Malchugina · União Soviética                                                    |
| 400 metros           | Grit Breuer · Alemanha Oriental                                                               | Petra Schersing · Alemanha Oriental                                                                | Marie-José Pérec · França                                                              |
| 800 metros           | Sigrun Wodars · Alemanha Oriental                                                             | Christine Wachtel · Alemanha Oriental                                                              | Liliya Nurutdinova · União Soviética                                                   |
| 1500 metros          | Snežana Pajkić · Iugoslávia                                                                   | Ellen Kiessling · Alemanha Oriental                                                                | Sandra Gasser · Suíça                                                                  |
| 3000 metros          | Yvonne Murray · Reino Unido                                                                   | Yelena Romanova · União Soviética                                                                  | Roberta Brunet · Itália                                                                |
| 10000 metros         | Yelena Romanova · União Soviética                                                             | Kathrin Ullrich · Alemanha Oriental                                                                | Annette Sergent · França                                                               |
| Maratona             | Rosa Mota · Portugal                                                                          | Valentina Yegorova · União Soviética                                                               | Maria Rebelo-Lelut · França                                                            |
| 100 m barreiras      | Monique Ewanje-Epée · França                                                                  | Gloria Siebert · Alemanha Oriental                                                                 | Lidiya Yurkova · União Soviética                                                       |
| 400 m barreiras      | Tatyana Ledovskaya · União Soviética                                                          | Anita Protti · Suíça                                                                               | Monica Westén · Suécia                                                                 |
| Estafeta 4x100m      | Silke Gladisch-Möller · Katrin Krabbe · Kerstin Behrendt · Sabine Günther · Alemanha Oriental | Gabi Lippe · Ulrike Sarvari · Andrea Thomas · Silke Knoll · Alemanha Ocidental                     | Antonia Nastoburko · Natalya Bochina · Marina Zhirova · Olga Solotaryova · Reino Unido |
| Estafeta 4x400m      | Manuela Derr · Annett Hesselbarth · Petra Müller · Grit Breuer · Alemanha Oriental            | Yelena Vinogradova · Lyudmila Dzhigalova · Tatyana Ledovskaya · Yelena Ruzina · Alemanha Ocidental | Sally Gunnell · Jennifer Stoute · Patricia Beckford · Linda Keough · Reino Unido       |
| 10 km marcha         | Annarita Sidoti · Itália                                                                      | Olga Kardopoltseva · União Soviética                                                               | Ileana Salvador · Itália                                                               |
| Salto em altura      | Heike Henkel · Alemanha Ocidental                                                             | Biljana Petrović · Iugoslávia                                                                      | Yelena Yelesina · União Soviética                                                      |
| Salto em comprimento | Heike Drechsler · Alemanha Oriental                                                           | Marieta Ilcu · Roménia                                                                             | Helga Radtke · Alemanha Oriental                                                       |
| Arremesso do peso    | Astrid Kumbernuss · Alemanha Oriental                                                         | Natalya Lisovskaya · União Soviética                                                               | Kathrin Neimke · Alemanha Oriental                                                     |
| Lançamento do disco  | Ilke Wyludda · Alemanha Oriental                                                              | Olga Burova · União Soviética                                                                      | Martina Hellmann · Alemanha Oriental                                                   |
| Lançamento do dardo  | Päivi Alafrantti · Finlândia                                                                  | Karen Forkel · Alemanha Oriental                                                                   | Petra Felke · Alemanha Oriental                                                        |
| Heptatlo             | Sabine Braun · Alemanha Ocidental                                                             | Heike Tischler · Alemanha Oriental                                                                 | Peggy Beer · Alemanha Oriental                                                         |

## Quadro de medalhas
| Ordem | País               | Medalha de ouro | Medalha de prata | Medalha de bronze | Total |
| ----- | ------------------ | --------------- | ---------------- | ----------------- | ----- |
| 1     | Alemanha Oriental  | 12              | 12               | 10                | 34    |
| 2     | Reino Unido        | 9               | 5                | 4                 | 18    |
| 3     | União Soviética    | 6               | 9                | 6                 | 21    |
| 4     | Itália             | 5               | 2                | 5                 | 12    |
| 5     | França             | 3               | 2                | 5                 | 10    |
| 6     | Alemanha Ocidental | 3               | 2                | 2                 | 7     |
| 7     | Iugoslávia         | 2               | 1                | 0                 | 3     |
| 8     | Portugal           | 1               | 0                | 1                 | 2     |
| 9     | Tchecoslováquia    | 1               | 0                | 0                 | 1     |
| 9     | Finlândia          | 1               | 0                | 0                 | 1     |
| 11    | Espanha            | 0               | 2                | 0                 | 2     |
| 11    | Hungria            | 0               | 2                | 0                 | 2     |
| 13    | Suécia             | 0               | 1                | 3                 | 4     |
| 14    | Bulgária           | 0               | 1                | 1                 | 2     |
| 14    | Noruega            | 0               | 1                | 1                 | 2     |
| 14    | Países Baixos      | 0               | 1                | 1                 | 2     |
| 14    | Suíça              | 0               | 1                | 1                 | 2     |
| 18    | Roménia            | 0               | 1                | 0                 | 1     |
| 19    | Polónia            | 0               | 0                | 2                 | 2     |
| 20    | Áustria            | 0               | 0                | 1                 | 1     |
|       | TOTAL              | 43              | 43               | 43                | 129   |

## Participantes
De acordo com uma contagem não oficial, 914 atletas de 33 países participaram do evento, 39 atletas menos do que o número oficial de 952 como publicado. 
| - Albânia (2) - Áustria (11) - Bélgica (19) - Bulgária (20) - Chipre (4) - Checoslováquia (17) - Dinamarca (7) - Alemanha Oriental (67) - Finlândia (45) | - França (67) - (11) - Hungria (32) - Islândia (6) - Irlanda (14) - Israel (3) - Itália (61) - Liechtenstein (2) | - Luxemburgo (1) - Malta (1) - Países Baixos (17) - Noruega (18) - Polónia (18) - Portugal (32) - Roménia (21) - San Marino (1) | - União Soviética (97) - (61) - Suécia (25) - Suíça (18) - Turquia (8) - Reino Unido (95) - Alemanha Ocidental (68) - Iugoslávia (45) |